# Meeting Grand Prix IAAF de Dakar

Estádio Léopold Sédar Senghor

O Meeting Grand Prix IAAF de Dakar é um meeting de atletismo que se desenrola todos os anos em Dakar, Senegal, desde 2003. Faz parte atualmente da IAAF World Challenge e é sediado no Estádio Léopold Sédar Senghor, em regra acontece sempre em maio.